# LUPI - Limited Access Area
LUPI - Limited Access Area è un programma televisivo italiano presentato da Pablo Trincia in onda in seconda serata su Nove dal 17 luglio 2016, prodotto da Pesci Combattenti S.r.l. per Discovery Italia con la regia di Riccardo Mastropietro.

## Il programma
Il programma presenta documentari internazionali riguardanti storie di predatori senza scrupoli, in particolare di narcotrafficanti, pedofili, estremisti religiosi e sfruttatori di uomini.
Pablo Trincia accompagna i telespettatori nella visione dei documentari, introducendoli e commentandoli, spiegando i “trucchi” del mestiere e creando una linea parallela di racconto sul lavoro di reporter visto da dentro.
Documentari presentati:
- Il cacciatore di pedofili (Paedophile Hunter, Amos Pictures per Channel4, Regno Unito 2015)
- Amazzonia criminale (Secret Amazon, episodi The valley of cocaine e The Tentacles of drug trade, produzione 93Metros, Spagna 2015)
- Corrieri della droga (Drug runners: the Peruvian Connection, Ronchan Films per Channel4, Regno Unito 2015)
- En Tierra hostil (Ceuta e Congo, Verta/Atresmedia Televisión, Spagna 2015)